# Nesocharis shelleyi
Nesocharis shelleyi е вид птица от семейство Estrildidae.

## Разпространение
Видът е разпространен в Екваториална Гвинея, Камерун и Нигерия.